# Brzeziny (powiat średzki)
Brzeziny (niem. Birkenfelde) – wieś w Polsce położona w województwie wielkopolskim, w powiecie średzkim, w gminie Środa Wielkopolska.
W latach 1975–1998 miejscowość należała administracyjnie do województwa poznańskiego.